# Kalisuchus
Kalisuchus is een geslacht van uitgestorven basale archosauriërs uit de familie Proterosuchidae. Het is de oudst bekende archosauriër uit Australië. De naam van de soort verwijst naar Kali, de Hindoe-godin van de vernietiging.
Kalisuchus was ongeveer drie meter lang en dit reptiel had een brede snuit, slanke poten en een lange nek en staart. Uiterlijk zal het op een krokodil hebben geleken, met wellicht langere poten die zich meer onder het lichaam bevonden.
Fossielen van Kalisuchus dateren van 230 miljoen jaar geleden en werden gevonden in 'The Crater' nabij Carnarvon National Park in het zuidoosten van Queensland. De afzettingen op deze locatie staan bekend als de Arcadiaformatie van de Rewan Group en vrijwel alle Australische fossielen uit het Trias zijn in deze formatie gevonden. Onder de vondsten bevinden zich een groot aantal labyrinthodonten, grote carnivore amfibieën.